# Автошлях Т 1706
Автошля́х Т-1706(скасований та переіменований на обласний автошлях  О-1702368) — автомобільний шлях територіального значення у Полтавській області. Проходить територією Гадяцького та Зіньківського районів через Гадяч — Опішню. Загальна довжина — 61,050 км.

## Маршрут
Автошлях проходить через такі населені пункти:
| Автошлях Т 1706    |       |              |
| Полтавська область |       |              |
| Гадяцький район    |       |              |
| Гадяч              |       | Т 1725Т 1904 |
| Вельбівка          | 0 км  | Т 1705       |
| Зіньківський район |       |              |
| Бобрівник          | 25    |              |
| Зіньків            | 30    | Т 1727Т 1728 |
| Шилівка            | 39    |              |
| Морози             | 48    |              |
| Деряги             | 61 км | Р42          |
| Опішня             |       | Н12          |